# Бірківська сільська рада (Олександрівський район)
| Бірківська сільська рада — колишній орган місцевого самоврядування у Олександрівському районі Кіровоградської області з адміністративним центром у с. Бірки. Сільській раді були підпорядковані населені пункти: - с. Бірки |

## Склад ради
Рада складалася з 16 депутатів та голови.

### Керівний склад ради
| ПІБ                        | Основні відомості                                                 | Дата обрання | Дата звільнення |
| -------------------------- | ----------------------------------------------------------------- | ------------ | --------------- |
| Поліщук Олександр Іванович | Сільський голова, 1973 року народження, освіта                    | 26.03.2006   | 31.10.2010      |
| Поліщук Олександр Іванович | Сільський голова, 1973 року народження, освіта вища, безпартійний | 31.10.2010   |                 |

Примітка: таблиця складена за даними джерела

## Населення
Згідно з переписом УРСР 1989 року чисельність наявного населення сільської ради становила 2121 особа, з яких 938 чоловіків та 1183 жінки.
За переписом населення України 2001 року в сільській раді мешкали 1852 особи.

### Мова
Розподіл населення за рідною мовою за даними перепису 2001 року:
| Мова       | Відсоток |
| ---------- | -------- |
| українська | 97,30 %  |
| російська  | 2,32 %   |
| білоруська | 0,27 %   |
| молдовська | 0,05 %   |